# Menades
Menades là một xã của Pháp,tọa lạc ở tỉnh Yonne trong vùng Bourgogne-Franche-Comté.

## Hành chính
| Danh sách các thị trưởng               |           |                    |      |            |
| Giai đoạn                              | Giai đoạn | Tên                | Đảng | Tư cách    |
| tháng 3 năm 2001                       | août 2005 | Jocelyne Decourtie |      | Thị trưởng |
| août 2005                              | en cours  | Jean-Paul Fillion  |      | Maire      |
| Tất cả các dữ liệu trước đây không rõ. |           |                    |      |            |

## Biến động dân số
| Năm | 1962 | 1968 | 1975 | 1982 | 1990 | 1999 |
| --- | ---- | ---- | ---- | ---- | ---- | ---- |
| Dân số | 67   | 73   | 74   | 65   | 67   | 61   |
| From the year 1962 on: No double counting—residents of multiple communes (e.g. students and military personnel) are counted only once. |      |      |      |      |      |      |